# 簡懿佳
簡懿佳（1989年1月9日—），台灣運動員、記者、新聞主播，2017年加入華研國際音樂；現以個人身分跨足娛樂圈與主持圈。

## 簡介
- 2011年，進入緯來體育台。
- 2012年5月21日，開始擔任主播。
- 2013年7月26日，是最後一次播報緯來體育新聞，同時也主持了同年的中華職棒24年的全壘打大賽、以及中華職棒明星賽的場邊記者。在離開緯來之後，即開始擔任活動主持司儀。
- 2013年11月6日，與緯來主播張立群共同主持中華職棒24年的年度頒獎典禮。
- 2014年3月10日，於TVBS新聞台擔任生活組記者。
- 2014年6月30日起，於TVBS協助世足轉播。
- 2017年3月2日起，離開TVBS新聞台。
- 2017年加入華研國際音樂
- 2019年2月13日，推出個人首本寫真書《簡單說懿佳》。
- 2020年6月24日，離開華研國際音樂

## 家庭
簡懿佳出身於跆拳道世家，父親簡育南和弟弟簡億鑫都是跆拳道國手，簡懿佳本身也擁有跆拳道黑帶三段的水準。

## 代言
- 2014年世界青少年跆拳道錦標賽、2014年南京青年奧運跆拳道資格賽。[3]

## 戲劇
- 2020年《因為我喜歡你》 飾演 體育主播

## 主持
| 年 份  | 播出頻道      | 節目名稱   | 備 註        |
| 2017年 | 台灣優視WinTV | 《點將錄》 |              |
| 2018年 | 台灣優視WinTV | 《30卡卡》 | 與姜義村主持 |
| 2018年 | 台灣優視WinTV | 《點將錄》 |              |

## 書籍
| 年 份         | 類 型  | 書 名          | 出版社   | ISBN               |
| 2019年2月23日 | 寫真書 | 《簡單說懿佳》 | 台灣角川 | ISBN 9789575647797 |

## 節目通告
| 播出頻道                 | 節目名稱       |
| 中國電視公司             | 《飢餓遊戲》   |
| 中華電視公司             | 《天才衝衝衝》 |
| 中國電視公司／三立都會台 | 《綜藝玩很大》 |
| 東森綜合台               | 《全民星攻略》 |

## 外部連結
- 簡懿佳在台灣棒球維基館上的頁面（繁體中文）
- TVBS官方網站簡懿佳簡介
- 簡懿佳的Facebook專頁
- 簡懿佳的Instagram帳戶